# Katharina Beckemper
Katharina Beckemper (* 1970 in Lingen, Emsland) ist eine deutsche Juristin.

## Leben
Sie legte 1990 ihr Abitur in Bad Bentheim ab. Von 1991 bis 1997 studierte sie Rechtswissenschaften an den Universitäten Osnabrück, Athen und Potsdam. Von 1999 bis 2001 absolvierte sie das Rechtsreferendariat am Landgericht Neuruppin. Nach der Habilitation 2010 ist sie seit 2010 Professorin für Strafrecht, Strafprozessrecht und Wirtschaftsstrafrecht in Leipzig. Seit Oktober 2022 amtiert Beckemper als Dekanin der Juristenfakultät der Universität Leipzig. Sie tritt die Nachfolge von Tim Drygala an und ist die erste Frau in dieser Position.
Bereits während ihres Studiums spezialisierte sich Katharina Beckemper auf das Wirtschafts- und Steuerstrafrecht. Weitere Forschungsschwerpunkte sind Strafprozessrecht und Rechtsvergleichung  mit dem spanischen Recht. Sie ist Mitherausgeberin und ehemalige Schriftleiterin der Neuen Zeitschrift für Wirtschafts-, Steuer- und Unternehmensstrafrecht. Sie gehörte von 2014 bis 2016 der Expertenkommission zur Neuregelung der Strafprozessordnung an und war als Sachverständige an Anhörungsverfahren beteiligt.

## Schriften
- Durchsetzbarkeit des Verteidigerkonsultationsrechts und die Eigenverantwortlichkeit des Beschuldigten. Duncker und Humblot, Berlin 2002, ISBN 3-428-10793-4.
- mit Uwe Hellmann: Wirtschaftsstrafrecht. 4. Auflage. Kohlhammer, Stuttgart 2013, ISBN 3-17-024350-0.
- mit Uwe Hellmann: Fälle zum Wirtschaftsstrafrecht. 3. Auflage. Kohlhammer, Stuttgart 2013, ISBN 3-17-024362-4.